# Byrsopteryx tica
Byrsopteryx tica är en nattsländeart som beskrevs av Harris och Ralph W. Holzenthal 1994. Byrsopteryx tica ingår i släktet Byrsopteryx och familjen smånattsländor. Inga underarter finns listade i Catalogue of Life.